# Jens Laasby Rottbøll
Jens Laasby Rottbøll (19. december 1766 – 27. juli 1824 i København) var en dansk jurist, søn af biskop Christian Michael Rottbøll.
Rottbøll blev 1782 student fra Viborg lærde Skole, 1788 juridisk kandidat og 1791 Højesteretsadvokat, i hvilken stilling han i en lang årrække udfoldede en i høj grad påskønnet talentfuld virksomhed. 1822 udnævntes han tillige til generalfiskal, men døde allerede 1824 i København. Af hans litterære arbejder fortjener navnlig hans udgivelse af Stampes Erklæringer (6 bind, 1793-1807) at fremhæves. 1805 var han blevet justitsråd og 1821 etatsråd.